# Represa Jacareí
A Represa Jacareí é formada pela barragem de mesmo nome localizada no rio Jacareí, no município de Bragança Paulista, estado de São Paulo.

## Características
Inaugurada no ano de 1981 no rio Jacareí, um afluente do rio Jaguari, pertence a Companhia de Saneamento Básico do Estado de São Paulo (SABESP) e faz parte do Sistema Cantareira para o abastecimento de água da Região Metropolitana de São Paulo.